# Храм Покрова Божией Матери (Сосновка)
Храм Покрова Божией Матери — приходской православный храм в селе Сосновка Аткарского района Саратовской области. Относится к Саратовской епархии Русской православной церкви.

## История
Первая деревянная церковь в селе Сосновка появилась ещё в XVII веке с момента образования населённого пункта, которое обозначено как не позже 1743 года.
В 1836 году, тщанием помещицы Анастасии Александровны Тепляковой, была возведена каменная церковь, которая сохранилась до наших дней.
Храм в Сосновке двухпрестольный. Главный престол в честь Покрова Божией Матери, другой придел во имя святителя Николая Чудотворца. При церкви работали священник и псаломщик, дома для причта церковные. В приходе были церковно-приходская и земская школы. В 1934 году, решением Советской власти, храм был закрыт, однако строение сохранилось.

## Современное состояние
С 1992 года проводятся реставрационные работы храмового комплекса. На территории храма расположен источник, который благоустроен и освящен в честь Святого равноапостольного великого князя Владимира.
Здание храма является объектом культурного наследия.

## Фотогалерея

Храм
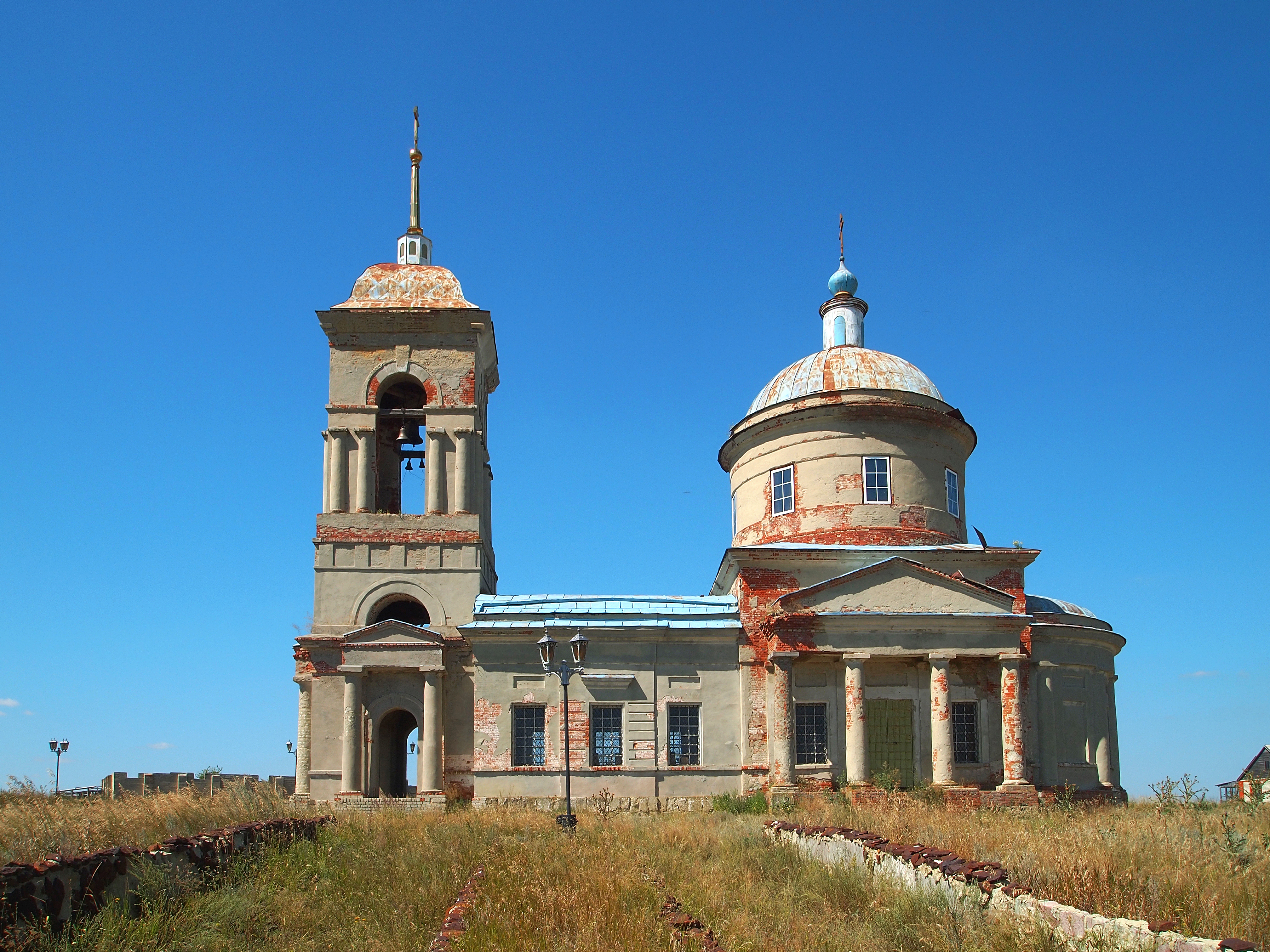
Церковь Покрова
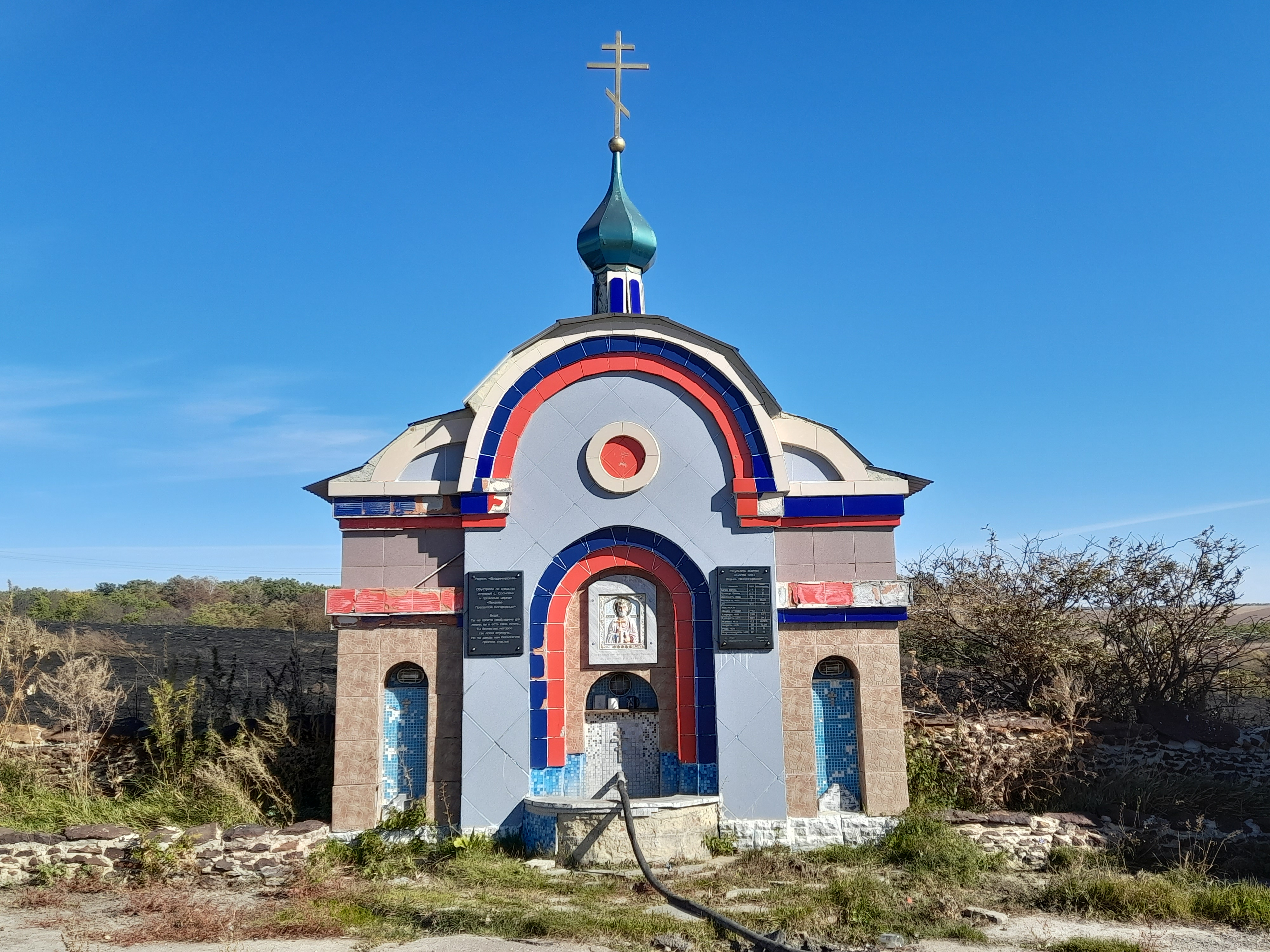
Источник
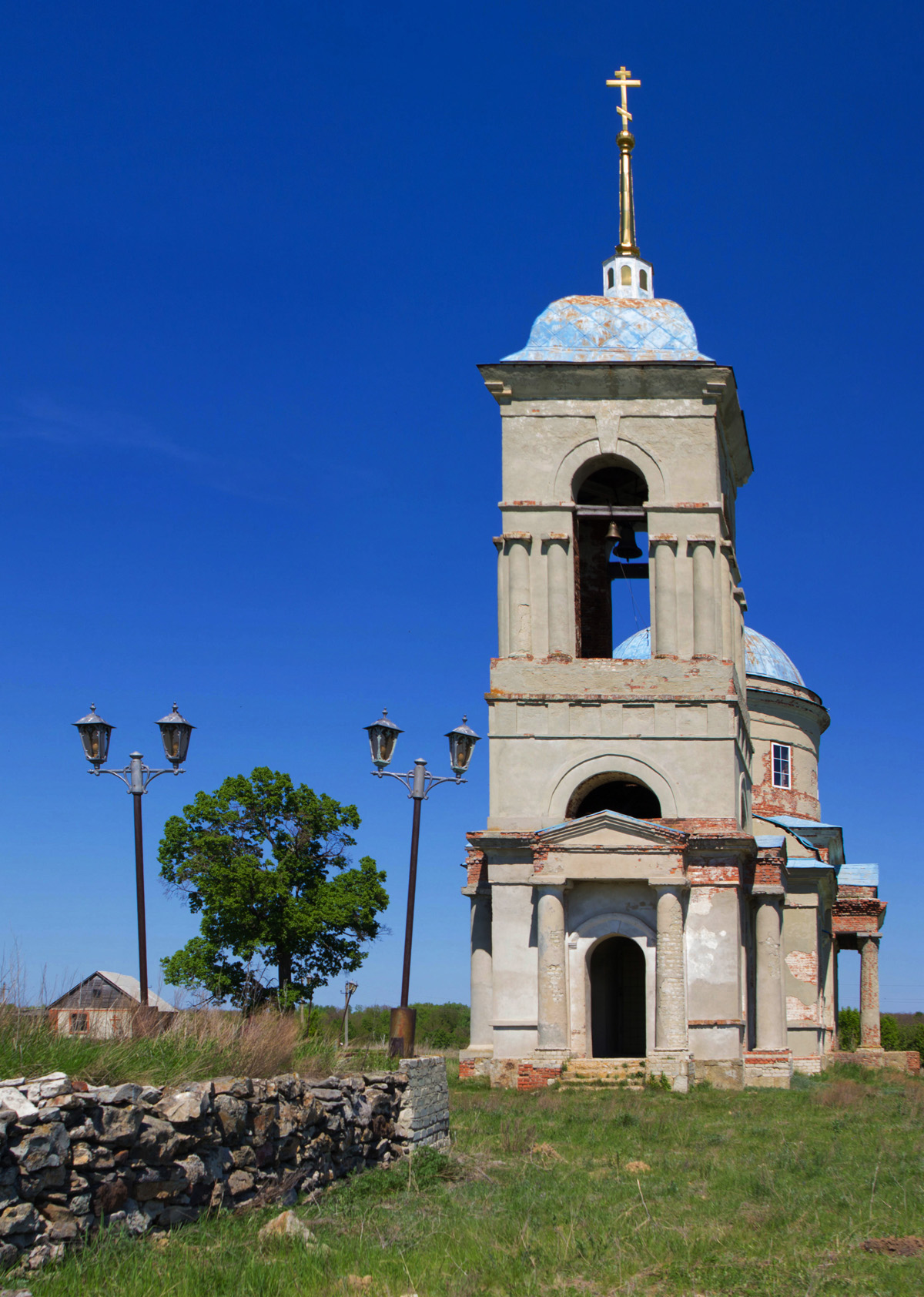
Колокольня
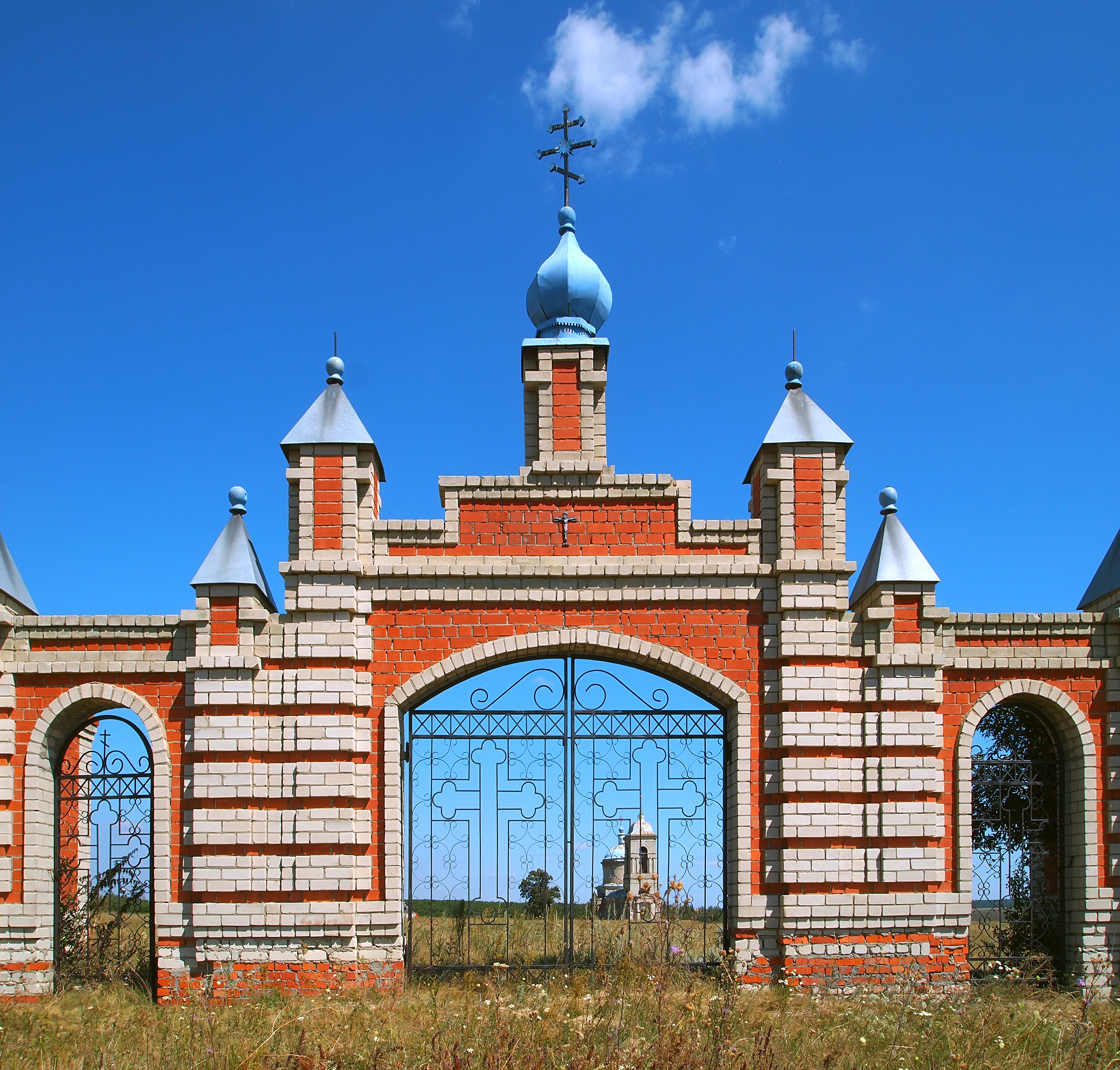
Церковные ворота
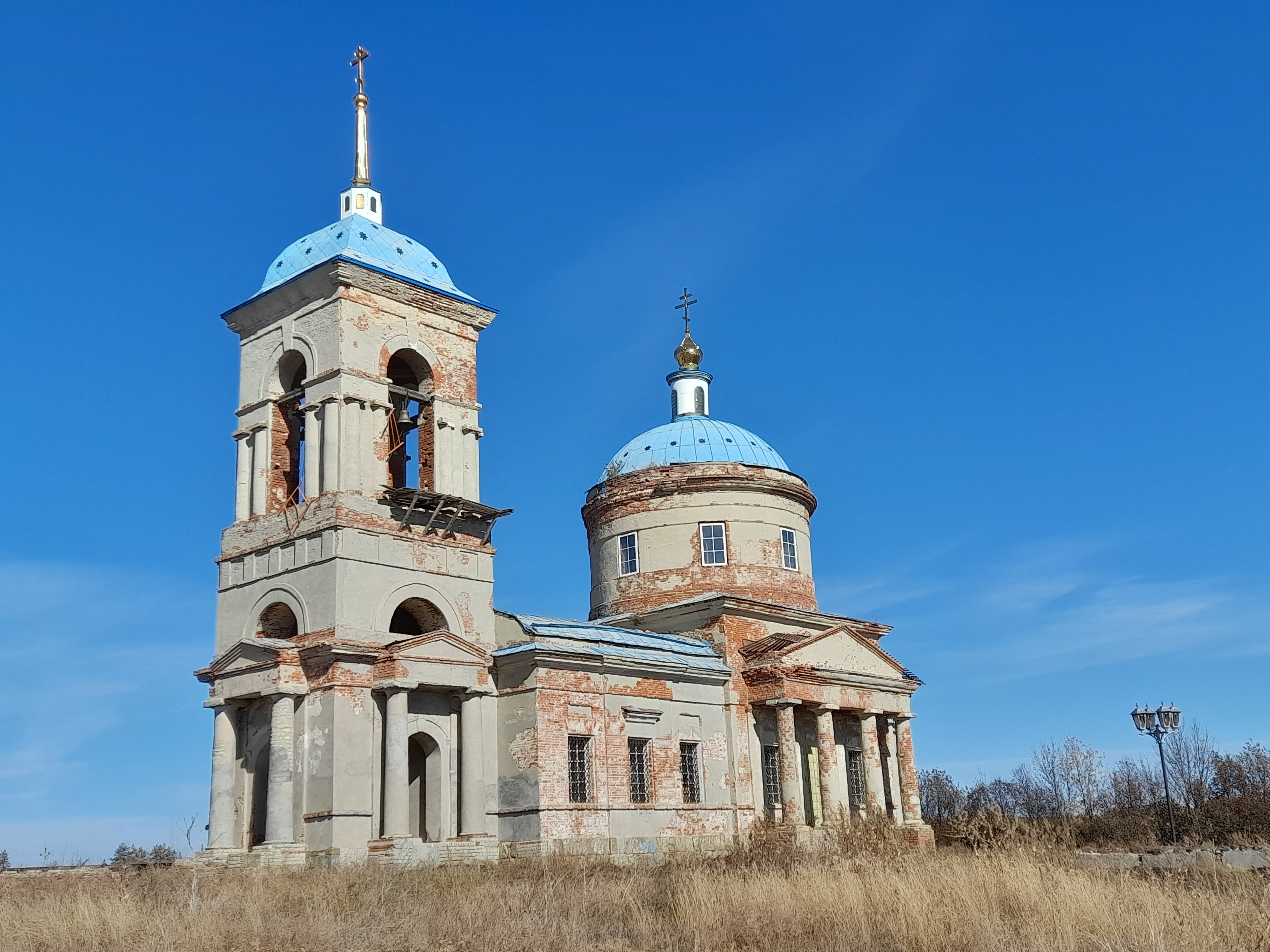
Храм
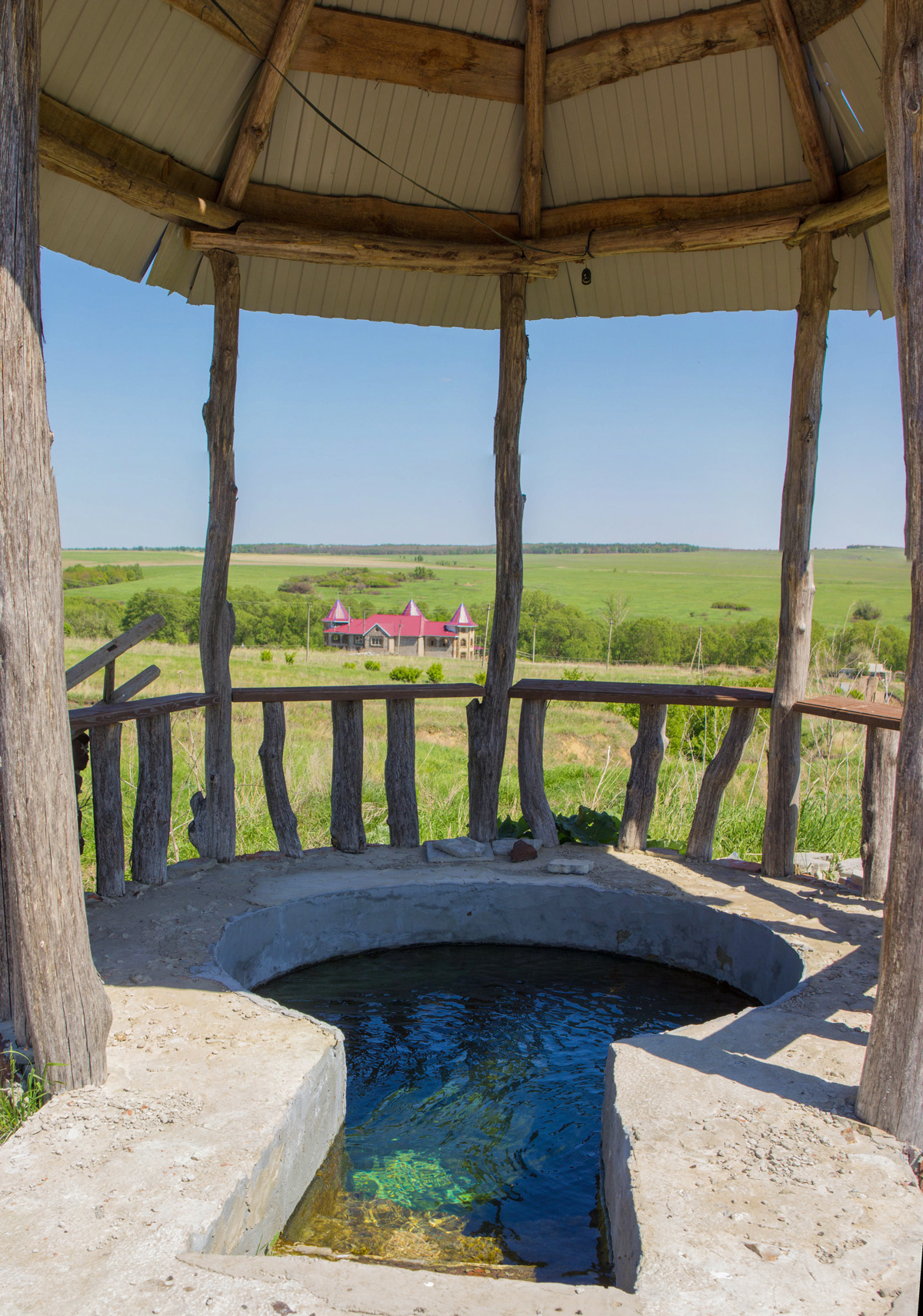
Купель при источнике
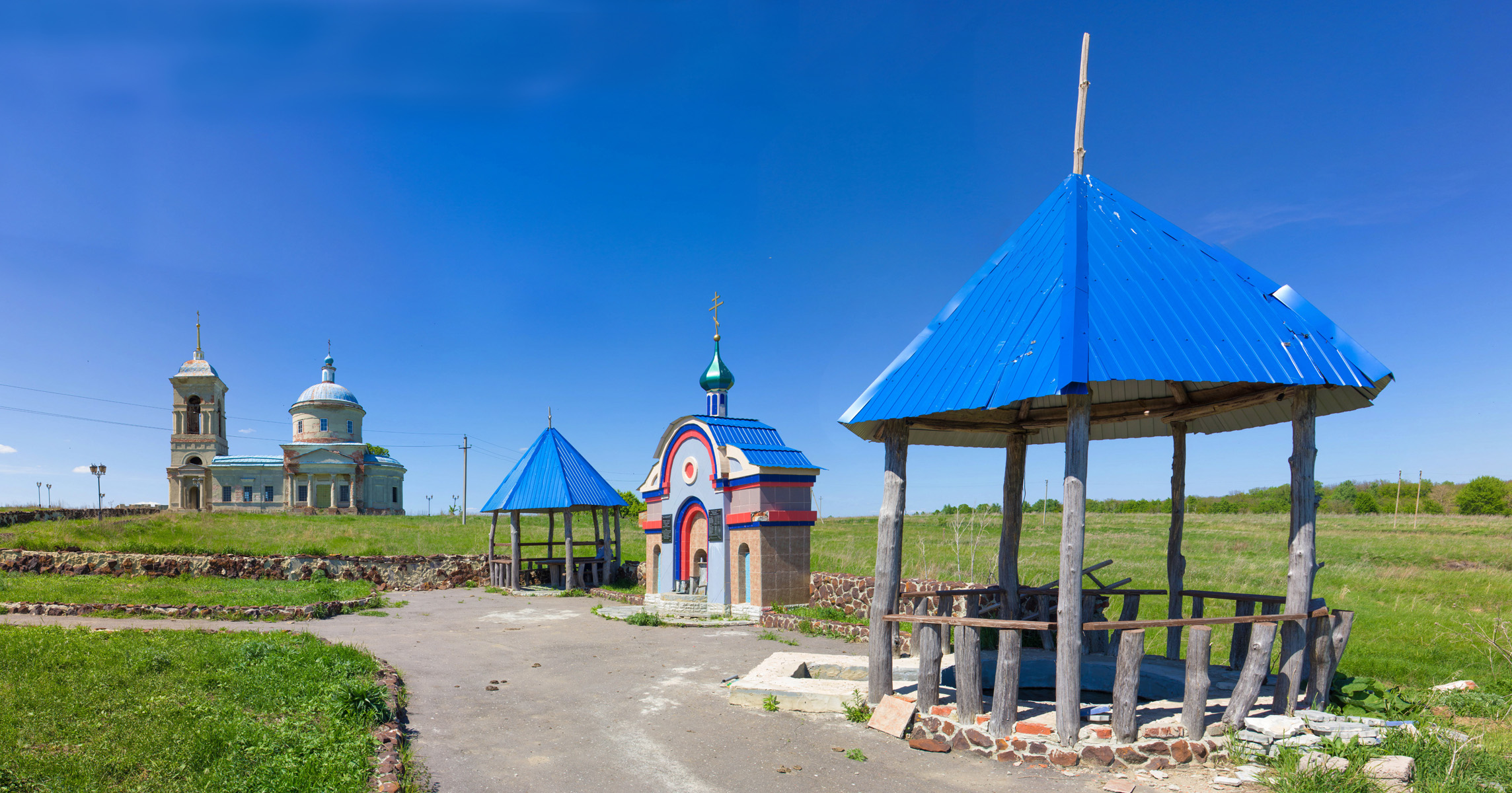
Источник с беседками